# Lillers
Lillers (Nederlands: Lillaar) is een gemeente in het Franse departement Pas-de-Calais (regio Hauts-de-France). De plaats maakt deel uit van het arrondissement Béthune.
In een ver verleden had het dorp een Vlaamsklinkende naam; in de 11e eeuw werd Lilar (Lillaar) geschreven; de huidige naam is daarvan een Franse vervorming. Lillers telde op 1 januari 2022 10.200 inwoners.

## Geografie
De oppervlakte van Lillers bedroeg op 1 januari 2022 26,9 vierkante kilometer; de bevolkingsdichtheid was toen 379,2 inwoners per km².

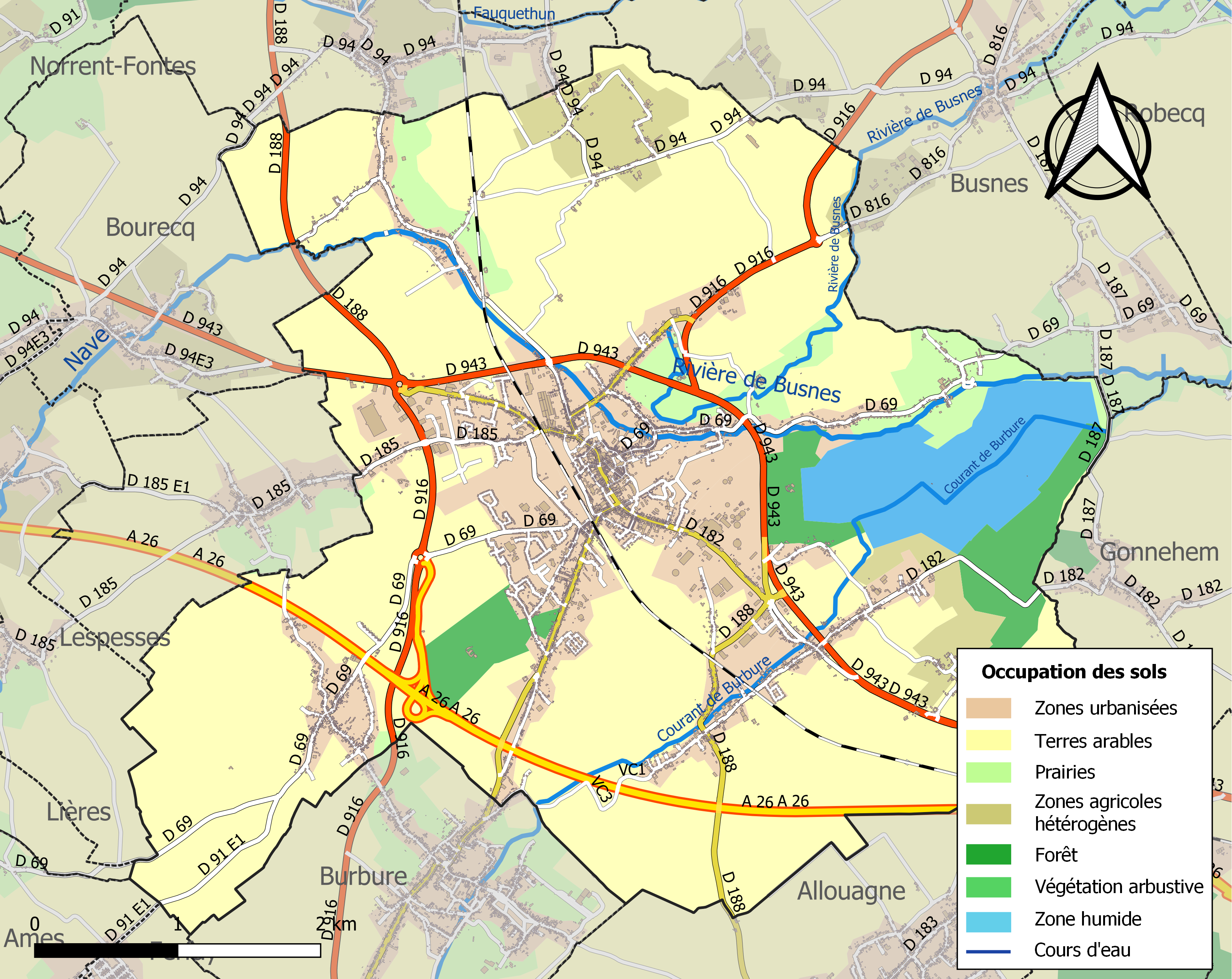
Kaart van de gemeente met belangrijkste infrastructuur, bodemgebruik en omliggende gemeenten

## Verkeer en vervoer
In de gemeente ligt spoorwegstation Lillers.

## Demografie
Onderstaande figuur toont het verloop van het inwonertal (bron: INSEE-tellingen).

## Bezienswaardigheden
Op de gemeentelijke begraafplaats bevindt zich een Brits militair perk met bijna 1000 gesneuvelden uit de Eerste Wereldoorlog. Bij de Commonwealth War Graves Commission staan deze graven geregistreerd onder Lillers Communal Cemetery en Lillers Communal Cemetery Extension.

## Geboren
- Henri Leconte (4 juli 1963), tennisser